# Блек-Вулф (Вісконсин)
Блек-Вулф (англ. Black Wolf) — місто (англ. town) в США, в окрузі Віннебаґо штату Вісконсин. Населення — 2429 осіб (2020).

## Демографія
Згідно з переписом 2010 року, у місті мешкало 2410 осіб у 979 домогосподарствах у складі 754 родин. Було 1120 помешкань
Расовий склад населення:
| - 97,3 % — білих - 1,0 % — азіатів - 0,4 % — чорних або афроамериканців |

До двох чи більше рас належало 1,1 %. Частка іспаномовних становила 0,5 % від усіх жителів.
За віковим діапазоном населення розподілялося таким чином: 19,4 % — особи молодші 18 років, 61,8 % — особи у віці 18—64 років, 18,8 % — особи у віці 65 років та старші. Медіана віку мешканця становила 48,1 року. На 100 осіб жіночої статі у місті припадало 108,5 чоловіків;  на 100 жінок у віці від 18 років та старших — 108,4 чоловіків також старших 18 років.
Середній дохід на одне домашнє господарство  становив 97 060 доларів США (медіана — 83 750), а середній дохід на одну сім'ю — 104 771 долар (медіана — 90 170). Медіана доходів становила 57 262 долари для чоловіків та 42 024 долари для жінок. За межею бідності перебувало 2,5 % осіб, у тому числі 0,0 % дітей у віці до 18 років та 7,2 % осіб у віці 65 років та старших.
Цивільне працевлаштоване населення становило 1329 осіб. Основні галузі зайнятості: виробництво — 26,1 %, освіта, охорона здоров'я та соціальна допомога — 16,1 %, роздрібна торгівля — 13,7 %.